# Бобровка (Минская область)
Бо́бровка (бел. Бо́браўка) — деревня в составе Дзержинского сельсовета Дзержинского района Минской области Беларуси. Деревня расположена в 5 километрах от Дзержинска, 35 километрах от Минска и 7 километрах от железнодорожной станции Койданово.

## История
Известная с конца XIX—начала XX века, как околица в Койдановской волости Минского уезда Минской губернии. В 1897 году — 10 дворов, 61 житель, в 1917 году — 79 жителей. С 20 августа 1924 года в составе Макавчицкого сельсовета Койдановского района Минской округа, с 23 марта 1932 года в составе в Новосёлковского сельсовета. С 29 июня 1932 года в составе Дзержинского района, с 31 июля 1937 года — Минского, с 4 февраля 1939 года вновь в составе Дзержинского района, с 20 февраля 1938 года в составе Минской области. В 1926 году — 15 дворов, 77 жителей. В 1930-е годы был организован колхоз «Победа». 
В Великую Отечественную войну с 28 июня 1941 года до 6 июля 1944 года была оккупирована немецко-фашистскими. захватчиками. На фронте погибли 6 жителей деревни. С 16 июля 1954 года в составе в Дзержинского сельсовета. В 1960 году — 70 жителей. Входила в состав колхоза «Красная Звезда». По состоянию на 2009 год в составе СПК «Крутогорье-Петковичи».

## Население
| Численность населения (по годам) | Численность населения (по годам) | Численность населения (по годам) | Численность населения (по годам) | Численность населения (по годам) | Численность населения (по годам) | Численность населения (по годам) | Численность населения (по годам) |
| 1897                             | 1909                             | 1917                             | 1926                             | 1960                             | 1999                             | 2004                             | 2010                             |
| -------------------------------- | -------------------------------- | -------------------------------- | -------------------------------- | -------------------------------- | -------------------------------- | -------------------------------- | -------------------------------- |
| 61                               | ↗ 64                             | ↗ 79                             | ↘ 77                             | ↘ 70                             | ↘ 2                              | ↗ 5                              | ↘ 1                              |
| 2017                             | 2018                             | 2020                             | 2022                             |                                  |                                  |                                  |                                  |
| ↗ 4                              | → 4                              | → 4                              | ↗ 7                              |                                  |                                  |                                  |                                  |